# شارلوته جونسون بيكر
شارلوته جونسون بيكر (بالإنجليزية: Charlotte Johnson Baker) هي طبيبة أمريكية، ولدت في 30 مارس 1855 في نيوبوريبورت في الولايات المتحدة، وتوفيت في 31 أكتوبر 1937 في سان دييغو في الولايات المتحدة.